# Per Bergman
Petrus Hilding „Per“ Bergman (* 15. Mai 1886 in Stockholm; † 18. Oktober 1950 ebenda) war ein schwedischer Segler.

## Erfolge
Per Bergman, der Mitglied im Kungliga Svenska Segelsällskapet war, gewann bei den Olympischen Spielen 1912 in Stockholm in der 12-Meter-Klasse die Silbermedaille. Er war Crewmitglied der Erna Signe, die in beiden Wettfahrten der Regatta den zweiten Platz belegte und damit den Wettbewerb hinter dem norwegischen Boot Magda IX von Skipper Johan Anker und vor dem finnischen Boot Heatherbell von Skipper Ernst Krogius beendete. Zur Crew der Erna Signe gehörten außerdem Hugo Clason, Folke Johnson, Sigurd Kander, Iwan Lamby, Erik Lindqvist, Dick Bergström, Kurt Bergström und Hugo Sällström. Skipper des Bootes war Nils Persson.